# Цинь Лянъюй
Цинь Лянъюй (кит. 秦良玉, пиньинь Qín Liángyù, 1574—1648), также известна под «именем зрелости» Чжэньсу (貞素) и посмертным именем Чжунчжэнь (忠貞) — китайская государственная и военная деятельница, известная участием в обороне империи Мин в период её завоевания маньчжурами в XVII веке.

## Биография и карьера
Цинь Лянъюй родилась в Чжунчжоу, ныне в чунцинском уезде Чжунсянь. Её отец Цинь Куй, принадлежавший к народности мяо, был государственным чиновником ранга гуншэн, получившим свою позицию через гражданскую экзаменационную систему (кэцзюй). Он придерживался мнения, что девушки должны получать такое же образование, как и юноши, и обучал дочь вместе с сыновьями истории и Конфуцианской классике. Источники отражают её искусство в стихосложении. В то же время, при обучении боевым искусствам Цинь Лянъюй даже превзошла своих братьев, став искусной лучницей и наездницей.
В 1595 году Цинь Лянъюй вышла замуж за Ма Цяньчэна (馬千乘), туси и сюаньфуши уезда Шичжу, и сопровождала его в незначительных боевых действиях против местных князьков на юго-западной границе империи Мин. В семье были хорошие отношения, и муж часто обращался к жене за советом. В 1599 году, когда Ян Инлун начал восстание в Бочжоу (в настоящее время Цзуньи, Гуйчжоу), Ма Цяньчэн привел для подавления восстания армию в 3 тысячи всадников, а Цинь Лянъюй в критический момент привела дополнительный отряд в 500 всадников в его поддержку. Они успешно подавили восстание и уничтожили лагеря повстанцев. В 1613 году Ма Цяньчэн оказался в конфликте с влиятельным придворным евнухом Цю Чэнъюнем (邱乘雲), в итоге был арестован и заключен в тюрьму, где впоследствии и умер. Цинь Лянъюй сменила мужа на посту сюаньфуши уезда Шичжу. Силы под её командованием были известны как белая конница (白杆兵).

### Противодействие повстанцам в провинции Сычуань
В 1623 году, Цинь Лянъюй оказала помощь императорской армии в подавлении восстания в Сычуани и Гуйчжоу, возглавляемого Ше Чунмином (奢崇明) и Ань Банъянем (安邦彥).
В 1630 году, когда маньчжурские войска осадили минскую столицу Пекин, Цинь Лянъюй привела силы для усиления обороны столицы. Император Чунчжэнь осыпал её похвалами в стихах.
В 1634 году, когда повстанческая армия Чжан Сяньчжуна вторглась в Сычуань, Цинь Лянъюй и её сын Ма Сянлинь организовали оборону от мятежников, разгромили их под Куйчжоу (современный уезд Фэнцзе в Чунцине) и прогнали их за границы провинции. В 1640 году Цинь Лянъюй победила другую армию повстанцев, возглавляемую Ло Жуцаем в Куйчжоу и Ушане. В знак признания её вклада в защиту империи Мин, император Чунчжэнь назначил её главой охраны наследного принца (太子太保) и присвоил ей титул Чжунчжэн-хоу (忠貞侯; букв. «маркиз верности и целомудрия»).

### Конец жизни и смерть
Империя Мин была свергнута в 1644 повстанческими войсками во главе с Ли Цзычэном, и её бывшая территория была завоевана маньчжурами, образовавшими новую династию Поздняя Цзинь, впоследствии ставшую известной как Империя Цин или «цинский Китай». Неразбитые лоялисты сформировали «остаточную» Южноминскую династию, которая в течение некоторого времени продолжала противостоять Цин. Её номинальный правитель император Лунъу также даровал Цинь Лянъюй титул хоу (маркиза).
Цинь Лянъюй продолжала контролировать часть округа Шичжу, как в военном, так и в хозяйственном плане, и проводимая ею политика самодостаточного сельского хозяйства сделала уезд привлекательным регионом для беженцев. Эмиссары Цинь Лянъюй помогли около 100 тысяч беженцев поселиться и устроиться в Шичжу.
Цинь Лянъюй умерла в 1648 году и была погребена на территории современной деревни Ячунь в уезде Дахэ округа Шичжу провинции Чунцин. Наряду с Хуа Мулан, Лян Хунъюй и «Тринадцатой сестрой», Цинь Лянъюй остаётся одной из самых известных женщин-воительниц в Китае.

## Дополнительные ссылки и литература
- 秦良玉 — статья из Байдупедии (кит.)
- Фильм 1953 года «Цинь Лянъюй» (англ.) на сайте Internet Movie Database
- Anthony B. Chan. Perpetually Cool: The Many Lives of Anna May Wong (1905-1961). — Scarecrow Pres, 2007. — P. 195-196. — ISBN 9781461670414.
- Bryna Goodman, Wendy Larson. Gender in Motion: Divisions of Labor and Cultural Change in Late Imperial and Modern China. — Rowman & Littlefield, 2005. — P. 291-292. — ISBN 9780742538252.
- Richard J. Smith. The Qing Dynasty and Traditional Chinese Culture. — Rowman & Littlefield, 2015. — P. 65-66. — ISBN 9781442221949.
- 秦良玉史料集成. — 四川大学出版社, 1987.
- Victoria Baldwin Cass. Dangerous Women: Warriors, Grannies, and Geishas of the Ming. — Rowman & Littlefield, 1999. — P. 81-82. — ISBN 9780847693955.
- Qin Liangyu // Biographical Dictionary of Chinese Women / Ed. by Lily Xiao Hong Lee, Sue Wiles. — Routledge, 2015. — P. 318-319. — ISBN 9781317515623.
- Louise Edwards. Women Warriors and Wartime Spies of China. — Cambridge University Press, 2016. — P. 52, 61. — ISBN 9780765619297.